# Fernando Mendes (calciatore 1937)
Fernando Mamede Mendes (Seia, 15 luglio 1937 – Lisbona, 31 marzo 2016) è stato un allenatore di calcio e calciatore portoghese, di ruolo centrocampista.

## Carriera

### Nazionale
Ha collezionato 21 presenze con la nazionale portoghese.

## Palmarès

### Giocatore

#### Competizioni nazionali
- Campionato portoghese: 3

Sporting Lisbona: 1957-1958, 1961-1962, 1965-1966
- Coppa del Portogallo: 1

Sporting Lisbona: 1962-1963

#### Competizioni internazionali
- Coppa delle Coppe: 1

Sporting Lisbona: 1963-1964
- Coppa Piano Karl Rappan: 1

Sporting Lisbona: 1968

### Allenatore

#### Competizioni nazionali
- Campionato portoghese: 1

Sporting Lisbona: 1979-1980